# Life Is Strange: Double Exposure
Life Is Strange: Double Exposure est un jeu vidéo d’aventure graphique développé par Deck Nine Games et édité par la filiale européenne de Square Enix sorti le 29 octobre 2024 sur Microsoft Windows, PlayStation 5 et Xbox Series. Il fait partie de la série Life Is Strange. Le jeu paraît également sur Nintendo Switch le 20 novembre 2024.

## Système de jeu
Life Is Strange: Double Exposure reprend le système de jeu qui a fait la popularité de la saga. Il s'agit d'un jeu d'aventure a la vue a la troisième personnes, narratif et épisodique en cinq chapitres. Les choix du joueur vont influencer les conséquences de l'histoire.

## Histoire
Nous retrouvons Max Caulfield, héroïne du premier jeu, 10 ans après les événements d'Arcadia Bay. Désormais photographe de résidente de l'université de Caledon, elle découvre le corps sans vie de sa nouvelle meilleure amie Safi, qui a été tué par balle. Déstabilisée par la perte de son amie, Max décide de remonter le temps mais découvre que ses pouvoirs ont évolués. Elle peut désormais voyager au travers d'un univers parallèle dans lequel Safi est toujours en vie. Elle décide donc de mener l'enquête pour découvrir qui est derrière l'assassinat de Safi.

## Développement
Le 9 juin 2024, Square Enix annonce que Life Is Strange: Double Exposure est en cours de développement par Deck Nine, studio déjà a l'origine de Life Is Strange: Before the Storm et Life Is Strange: True Colors. Le jeu est sorti le 29 octobre 2024 sur PC, PS5, Xbox Series et en novembre 2024 sur Nintendo Switch.

## Musique
| Titre                                          | Compositeur                            | Temps |
| ---------------------------------------------- | -------------------------------------- | ----- |
| Illusion (From "Life Is Strange")              | Tessa Rose Jackson, FFM, Luciano Rossi | 2:57  |
| So This Is Lonely (From "Life Is Strange")     | Tessa Rose Jackson, FFM                | 2:19  |
| September (From "Life Is Strange")             | Chloe Moriondo                         | 3:35  |
| Someone Was Listening (From "Life Is Strange") | Dodie                                  | 2:57  |
| Under My Skin                                  | NewDad                                 | 3:32  |
| Wake (From "Life Is Strange")                  | Tessa Rose Jackson, FFM                | 3:03  |
| Everything I'm Not                             | Matilda Mann                           | 3:01  |
| I Must Come Clean                              | Lights on Moscow                       | 2:59  |
| Spectator                                      | JFDR                                   | 4:02  |
| The Heaviest of Storms (Devotion pt.1)         | Pale Honey                             | 5:52  |

## Accueil
- Gamekult : 6/10[3]
- Jeuxvideo.com : 15/20
- SensCritique : 6,1/10
- Metacritic : 73/100